# Guidan Daouda (Safo)
Guidan Daouda ist ein Dorf in der Landgemeinde Safo in Niger.

## Geographie
Das von einem traditionellen Ortsvorsteher (chef traditionnel) geleitete Dorf liegt am linken Ufer des Trockentals Goulbi de Gabi. Es befindet sich rund elf Kilometer südlich des Hauptorts Safo der gleichnamigen Landgemeinde, die zum Departement Madarounfa in der Region Maradi gehört. Zu den Siedlungen in der näheren Umgebung von Guidan Daouda zählen Madarounfa im Osten und Tokéraoua Taboli im Südwesten.
Guidan Daouda ist Teil der Übergangszone zwischen Sahel und Sudan. Die durchschnittliche jährliche Niederschlagsmenge beträgt hier zwischen 400 und 500 mm.

## Bevölkerung
Bei der Volkszählung 2012 hatte Guidan Daouda 60 Einwohner, die in 10 Haushalten lebten. Bei der Volkszählung 2001 betrug die Einwohnerzahl 112 in 17 Haushalten.
Die Zone entlang des Trockentals gehört zu den am dichtesten besiedelten und zugleich zu den ärmsten Nigers, mit erhöhter Unterernährung.

## Wirtschaft und Infrastruktur
Durch Guidan Daouda verläuft die 54,4 Kilometer lange Nationalstraße 18 zwischen der Regionalhauptstadt Maradi und der Staatsgrenze zu Nigeria. Es handelt sich um eine einfache Erdstraße. Im Ort zweigt die 29,7 Kilometer lange Landstraße RR4-002 nach Maraka ab.